# Niphotragulus tessmanni
Niphotragulus tessmanni är en skalbaggsart som beskrevs av Stefan von Breuning 1960. Niphotragulus tessmanni ingår i släktet Niphotragulus och familjen långhorningar. Inga underarter finns listade i Catalogue of Life.